# Rosulabryum pyncophyllum
Rosulabryum pyncophyllum là một loài Rêu trong họ Bryaceae. Loài này được (Dixon) Ochyra mô tả khoa học đầu tiên năm 2003.